# Unternberg
Unternberg är en ort och kommun  i Österrike. Den ligger i distriktet Tamsweg i förbundslandet Salzburg, 230 km sydväst om huvudstaden Wien.